# 秋田県立大館高等学校
秋田県立大館高等学校（あきたけんりつ おおだてこうとうがっこう）は、秋田県大館市柄沢字狐台に所在した公立の高等学校。
2016年（平成28年）に大館市内にある当校と秋田県立大館桂高等学校、秋田県立大館工業高等学校の3校が統合されて秋田県立大館桂桜高等学校が開校した。

## 設置学科
- 全日制課程　
  - 普通科
  - 生活科学科（括り募集）
- 定時制課程
  - 普通科

## 沿革
- 1992年（平成4年）
  - 4月1日 - 秋田県立大館南高等学校と秋田県立大館東高等学校が統合して秋田県立大館高等学校が開校
  - 5月14日   - 校訓「自立」・「創造」制定
- 2016年（平成28年）
  - 3月31日 - 全日制課程を秋田県立大館桂桜高等学校に統合し、定時制課程を秋田県立大館鳳鳴高等学校定時制課程に承継し、閉校する。
  - 4月1日 - 高校の跡地を秋田県立大館鳳鳴高等学校定時制課程「桜楯館」の校舎として利用する[2]。

## 部活動
- 運動部
  - 野球、剣道、陸上競技、卓球、バドミントン、ソフトテニス、バスケットボール、バレーボール、サッカー
- 文化部
  - 演劇、吹奏楽、芸術、パソコン経理、家庭クラブ